# 오화열
오화열(1981년 10월 12일 ~ )은 대한민국의 배우이다.

## 출연 작품

### 영화
- 《스톤》 (2014년) - 종태파 역

### 드라마
- 《도둑놈, 도둑님》 (MBC, 2017년)
- 《마스터 - 국수의 신》 (KBS2, 2016년)
- 《레전드히어로 삼국전》 (EBS1, 2016년) - 하진 역
- 《화려한 유혹》 (MBC, 2015년)
- 《메이퀸》 (MBC, 2012년)
- 《빛과 그림자》 (MBC, 2011년)
- 《떼루아》 (SBS, 2008년)[2]

연극
• 《틈입자》 아저씨 역
• 《버지니아 그레이의 초상》 딕 존슨 역
• 《굿닥터》 건달 역
• 《유리동물원》 톰 역